# Provincia de Qazvín

Condados de Qazvin

Qazvín (en persa: قزوین), a veces transliterado Ghazvin, es una de las 31 provincias (ostán) de Irán. Está al noroeste del país, su capital es Qazvín. Formó parte de la provincia de Zanjan hasta 1996, e incluye 20 ciudades: Qazvín, Takestan, Abyek, Bou'in-Zahra, Eqhbalieh, Mohammadieh, Alvand, Esfarvarin, Mahmood Abad Nemooneh, Joram Dasht, Ziä Abad, Avaj, Shäl, Danesfahan, Abgarm, Ardägh, Moallem Keläyeh, Razmian Kouhin, Bidestan y Ziaran en la forma de cuatro municipios urbanos (ciudades capital) y contiene 18 secciones, 44 distritos rurales y 1543 pueblos. 
La población de la provincia es de más de un millón de habitantes (2003) de los que el 62% vive en las ciudades y un 38% viven en pueblos. En lo que respecta a la ratio entre sexos, la proporción de hombres respecto a mujeres es de 50.7 a 49.3%. 99.6% de la población de la provincia es musulmana y el 0.4% vienen de otras religiones. El grado de alfabetización es ligeramente superior al 82% lo que representa el puesto séptimo en Irán. 

## Geografía y clima

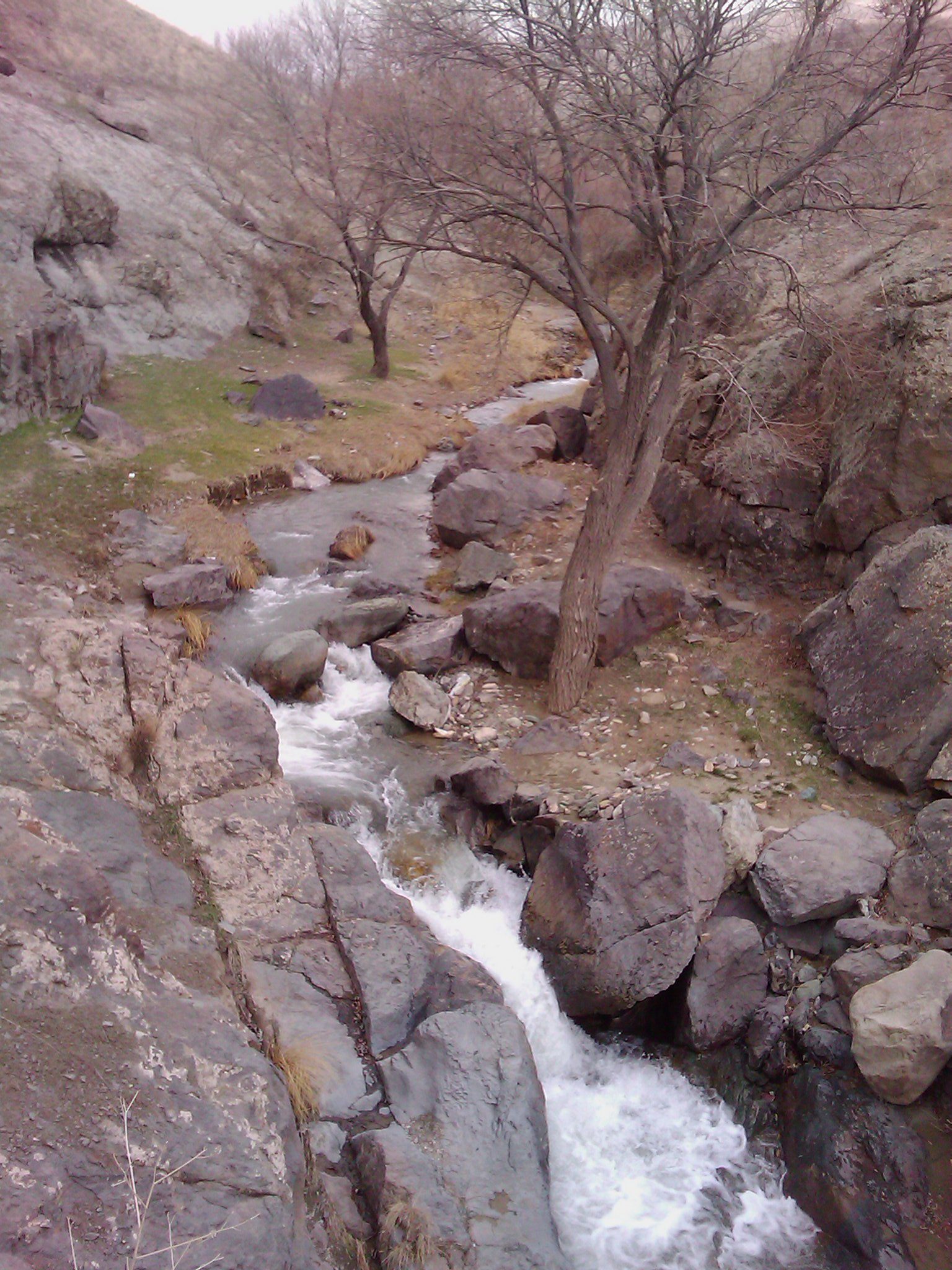
Área de Barajin, provincia de Qazvin, Irán

La provincia tiene una superficie de 15.821 km² entre 48-45 y 50-50 este del meridiano de Greenwich de longitud y 35-37 a 36-45 norte de latitud respecto al ecuador. La provincia limita al norte con la de Mazandarán y Guilán, al oeste con Hamadán y Zanjan, al sur con Markazi y al este con la provincia de Teherán. 
Las montañas famosas de la provincia son las de Siälän, Shäh Alborz, Khashchäl, Sephidkouh, Shojä e din, Alehtareh, Rämand, Ägh dägh, Kharaghän, Saridagh, Soltan pïr y Siähkouh, siento las más altas Siälän (4.175 m) y Shäh Alborz (4.056 m). Todas forman parte de la cadena central de los Elburz. El punto inferior de la provincia está en Tärom e Soflä. 
El clima de la provincia en las partes septentrionales es fría y nevosa en los inviernos y templada en los veranos. En las partes meridionales el clima es suave con inviernos comparativamente fríos y veranos cálidos.

## Historia
Qazvín fue una de las capitales del antiguo Imperio persa y contiene más de 2000 yacimientos arqueológicos y arquitectónicos. Es hoy una capital provincial que ha sido un centro cultural de masas a lo largo de la historia. 
Los hallazgos arqueológicos en la llanura de Qazvín revelan la existencia de asentamientos agrícolas urbanos que se remontan al 7000 a. C. El nombre «Qazvín» o «Kasbín» deriva de Cas, una tribu antigua que vivía al sur del mar Caspio hace milenios. Qazvín también se ha escrito históricamente como Kazvin, Kasvin y Casbin en textos occidentales. El propio mar Caspio de hecho lleva este nombre como derivado del mismo origen. Qazvín geográficamente conecta Teherán, Isfahán y el golfo Pérsico con la costa del Caspio y Asia Menor, de ahí su ubicación estratégica a lo largo de los siglos.
Qazvín ha sido el lugar en que surgieron acontecimientos históricos en la historia iraní. En los primeros años de la era islámica, Qazvín sirvió como base de las fuerzas árabes. Destruido por Gengis Kan (siglo XIII), los monarcas safávidas hicieron de Qazvín la capital de su imperio en 1548 para trasladarla a Isfahán en 1598. Durante la dinastía Kayar y el período contemporáneo, Qazvín siempre ha sido uno de los más importantes centros gubernamentales debido a su proximidad a Teherán. 
Bombardeada y ocupada por fuerzas rusas en ambas guerras mundiales, Qazvín es también donde se lanzó el famoso golpe de Estado que determinó el auge de la primera dinastía Pahlavi en 1921. Qazvín está también cerca de Alamut, desde donde operaba Hasan-i Sabbah, fundador de la secreta orden ismailí de los Asesinos.

## Economía

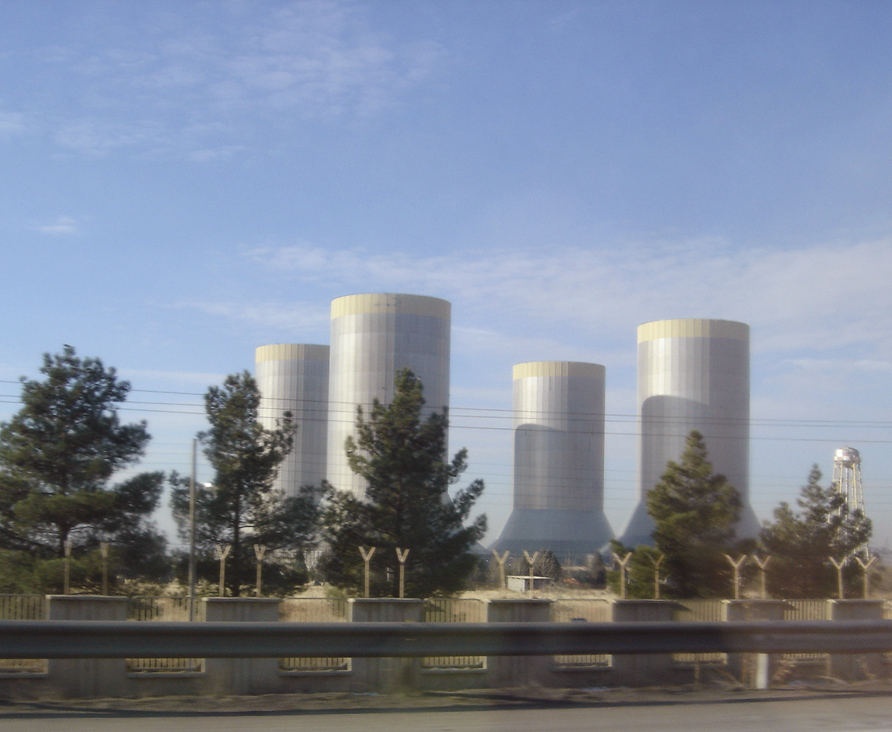
Planta eléctrica de Shahid rajai.

En la provincia de Qazvín se cultivan 13 000 km², lo que supone el 12% de las tierras cultivadas del país. Están irrigadas por numerosos canales subterráneos, pozos y un gran canal que procede de la presa de Sangbän en Taleghän y Ziaran. Se producen uvas, avellanas, pistachos, almendras, nueces, aceitunas, manzanas, trigo, remolacha azucarera, granadas, higos y cereales. También se crían animales acuáticos y volatería.
En décadas recientes, Qazvín ha sido un centro de desarrollo del país, principalmente debido a su ubicación privilegiada. Qazvin hoy es un centro de comercio textil, incluyendo algodón, seda y terciopelo, además del cuero. Está en la línea de ferrocarril y en la carretera entre Teherán y Tabriz. 
Qazvín tiene una de las plantas de energía más grandes de la red eléctrica iraní, Shahid Rayaí, que proporciona el 7% de la electricidad del país.

## Educación
1. Universidad Internacional Imán Jomeini
2. Universidad islámica Azad de Takestán
3. Universidad islámica Azad de Qazvín
4. Universidad de Qazvin de ciencias médicas
5. Instituto Técnico Shahid Babaee

## Atracciones de Qazvín
Qazvín contiene varias excavaciones arqueológicas que se remontan a hace 9000 años. Hay 23 castillos de los nizaríes ismailíes y, en el centro de la capital, pueden verse las ruinas de Meimoon Ghal'eh, uno de los diversos edificios sasánidas de la región. 
Qazvín contiene pocos edificios de la época safávida cuando era capital de Persia. Quizá el más famoso de los edificios supervivientes es la mansión Ali Qapu, hoy un museo en el centro de Qazvín.

### Mezquitas históricas

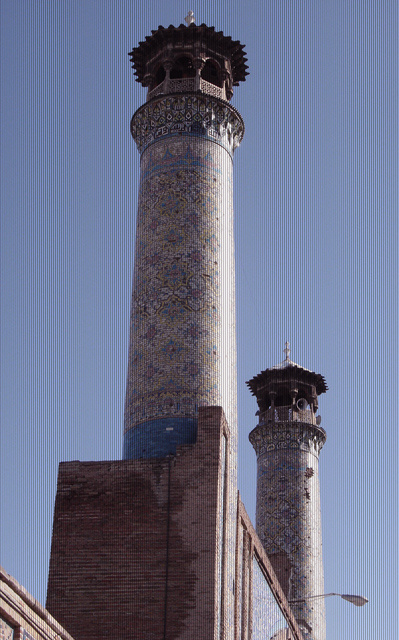
Mezquita Jame de Qazvin,.

Después del Islam, la abundante concentración de místicos (ascetas), así como la prevalencia de las tradiciones canónicas islámicas, la jurisprudencia religiosay la filosofía en Qazvín, llevó a la construcción de muchas mezquitas y escuelas religiosas, entre las que destacan:
- Antigua mezquita aljama: Una de las más antiguas de Irán, construida por orden de Harún al-Rashid en 807. A pesar de la devastadora invasión mongola, esta mezquita aún se conserva hoy en día.
- Mezquita Heydarié: renovada por Amir Qomar Tash después del terremoto de 1119, la historia de la construcción de esta mezquita se remonta a la época preislámica, cuando era un templo del fuego.
- Mezquita del Profeta o Mezquita Soltaní: con un área de 14000 m², esta mezquita es una de las más destacadas de la antigüedad, construida en el período safávida.
- Mezquita Sanyidé: otra mezquita de Qazvín de la época preíslámica, también anterior templo del fuego; su apariencia actual es de la época selyúcida.
- Mezquita Panyé-ye Alí: anterior centro de oración para los miembros del harén real en el período safávida.
- Mezquita-escuela Peyghambarié: fundada en 1644 según una inscripción.
- Mezquita-escuela Molla Verdiyaní: fundada en 1648.
- Mezquita-escuela Salehié: fundada en 1845.
- Mezquita-escuela Sheij ol-Eslam: renovada en 1903.
- Escuela Eltefatié: data del iljanato.
- Mezquita-escuela Sardar: realizada por dos hermanos Hosein Jan y Hasan Jan Sardar en 1815, como cumplimiento de su voto para el caso de regresar victoriosos de una batalla frente a los rusos.

### Arquitectura rusa e iglesias
Qazvín contiene de hecho tres edificios construidos por los rusos a finales del siglo XIX y principios del XX. Entre ellos está el actual Ayuntamiento, una presa de agua y la iglesia Cantor donde está enterrado un piloto ruso. 
Según los exploradores Pietro Della Valle (1588-1713), Jean-Baptiste Tavernier (1605-1689) y Johannes Chardin (1643-1713), entre otros, había muchos cristianos de diversas confesiones en Qazvin en los siglos pasados. En Qazvín está la iglesia de san Hripsime, y también es donde cuatro profetas judíos anticiparon la noticia de la llegada de Jesucristo. Su tumba es ahora un popular santuario llamado Peyghambarié («del Mensajero»).

### Castillos y fuertes
Hay castillos y fortificaciones dejados sobre todo por el movimiento ismailí de la Edad Media:
- Castillo de Alamut
- Castillo de Lambesar
- Castillo de Shirkouh
- Castillo de Qez Qaleh
- Castillo de Shemiran
- Meimoon Ghal'eh
- Barajin Qaleh

### Tumbas, santuarios y mausoleos

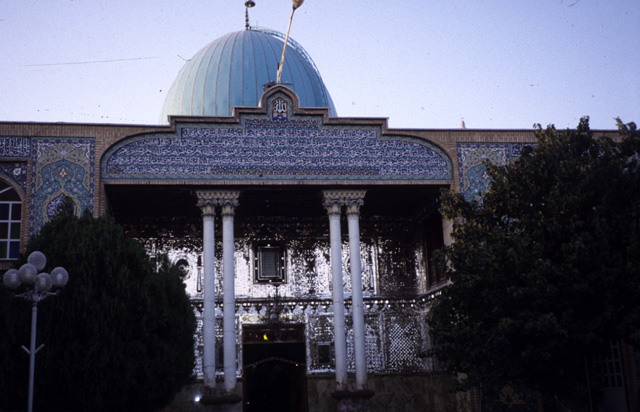
Peihgambariyeh ("el lugar de los profetas"). El mausoleo contiene la tumba de cuatro profetas judíos.

Otra gran atracción de la provincia de Qazvín es la tumba de dos príncipes de la época selyúcida, Abu Saíd de Biyar y Abu Mansur Iltaí, que están ubicadas en dos torres separadas conocidas como las torres gemelas Jarrakán (o Kharraqan). Construidas en 1067, estas son los primeros monumentos en la arquitectura islámica que incluyen una cúpula de dos capas no cónica. Ambas torres resultaron dañadas por el devastador terremoto de marzo de 2003.
Algunos populares santuarios y mausoleos en la provincia de Qazvin son:
- Imamzadé Hosein
- Peyghambarié (donde están los cuatro profetas judíos)
- Imamzadé Ismail
- Amené Jatún
- Zobeidé Jatún (que tiene también un embalse de agua único)
- Imamzadé Abazar
- Imamzadé Abdollah e Imamzadé Fazlollah, en Farsayín
- Imamzadé Valí, en Ziaabad
- Imamzadé Kamal, en Ziaabad
- Imamzadé Alí, en Shekarnab
- Lugar de peregrinación Haft Sanduq
- Tumbas de Hasanabad y Shahkuh
- Soltán Veis
- Mausoleo de Pir-e Takestán
- Kafar Gonbad
- Tumba de Hamdollah Mostowfi
- Tumba de Ahmad Ghazalí
- Tumba de Molla Jalilé
- Tumba de Shahid Salés
- Tumba de Raís ol-Moyahedín

### Embalses tradicionales
En la antigüedad, Qazvín fue apodada la «ciudad de los embalses de agua». Del centenar aproximado de embalses de Qazvín, sólo quedan 10, todos protegidos por la Organización del patrimonio Cultural Provincial.

### Bazares y caravasares

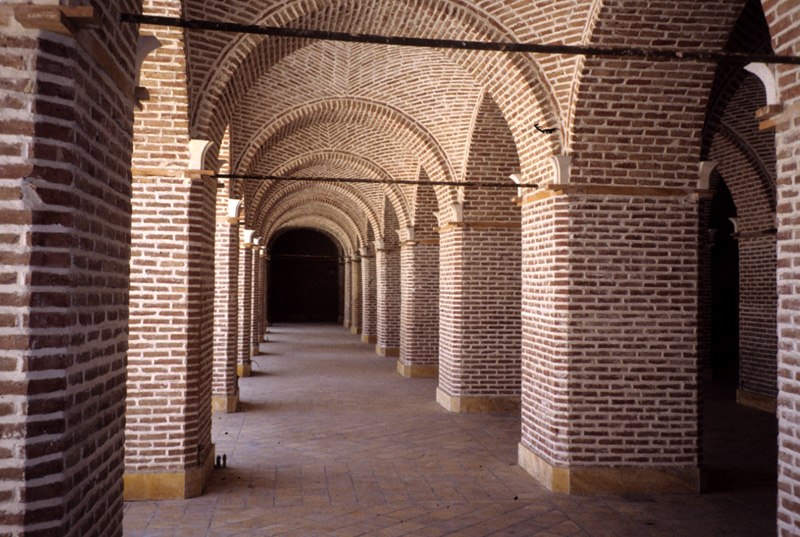
Caravasar de Sa'd-ol-Saltaneh.

Qazvín tiene algunos buenos ejemplos de bazares y caravasares antiguos:
- Complejo de Saad os-Saltané
- Qeysarié
- Saray-e Vazir
- Saray-e Razaví (también Saray-e Shah)
- Saray-e Hach Rezá
- Bazar Saadié
- Caravansarai Shah Abbasí de Avach
- Caravansarai Shah Abbasí de Mohammadabad
- Caravansarai Hayeb Shah Abbasí (también Keijosró)

### Antiguas puertas de la ciudad y otros edificios populares
Durante el siglo IX siete puertas permitían el acceso a la ciudad. En la época Kayar existían nueve que rodeaban la ciudad que estaban conectadas entre sí por un muro que rodeaba la ciudad. Estas puertas (darvāzé en persa) eran:
1. Pambé Risé
2. Sheijabad
3. Rasht
4. Maghlavak
5. Jandaghbar
6. Shahzadé Hosein
7. Mosalla
8. Teherán
9. Rah-e Kushk

Debido a la expansión urbana del siglo XX, sólo quedan dos puertas en pie.

Otras atracciones populares de la provincia de Qazvín son:
- Palacio-Museo Chehel Sotún
- Hoseinié Aminihá, un buen ejemplo de la arquitectura residencial persa tradicional autóctona de Qazvín.
- Puente Shah Abbasí
- Baño tradicional Safá
- Baño tradicional Kayar

### Enlaces oficiales
- Instituto de Industria, Minas y Comercio de la Provincia de Qazvín
- Oficina de Educación de la Provincia de Qazvín
- Administración General de Recursos Naturales y Acuíferos de Qazvín
- Sindicato Central de Cooperativas Rurales y Agrícolas de la Provincia de Qazvín Archivado el 8 de marzo de 2016 en Wayback Machine.
- Compañía del Agua y Alcantarillado Rural la Provincia de Qazvín
- Administración General de Instrucción Técnica y Profesional de la Provincia de Qazvín
- Administración General de Prisiones de la Provincia de Qazvín Archivado el 16 de marzo de 2018 en Wayback Machine.

### Miscelánea
- Web de la revista semanal de Qazvín, Farvardín Emruz
- Sección de Qazvín del Instituto del Patrimonio Cultural Archivado el 2 de marzo de 2018 en Wayback Machine. iraní

- Datos: Q1105893
- Multimedia: Qazvin Province / Q1105893